# Viciria flavolimbata
Viciria flavolimbata là một loài nhện trong họ Salticidae.
Loài này thuộc chi Viciria. Viciria flavolimbata được Eugène Simon miêu tả năm 1910.